# Иван Петрович Фёдоров-Челяднин
Иван Петрович Фёдоров-Челяднин (1500-е, Москва, казнён 11 сентября 1568, Москва) — политический и государственный деятель, воевода, наместник, конюший, боярин, один из руководителей земской Боярской думы во времена правления Ивана IV Грозного.
Иван Петрович родился в 1500-е годы. Единственный сын окольничего Петра Фёдоровича Давыдова-Хромого и дочери князя Семёна Романовича Ярославского.

## Биография

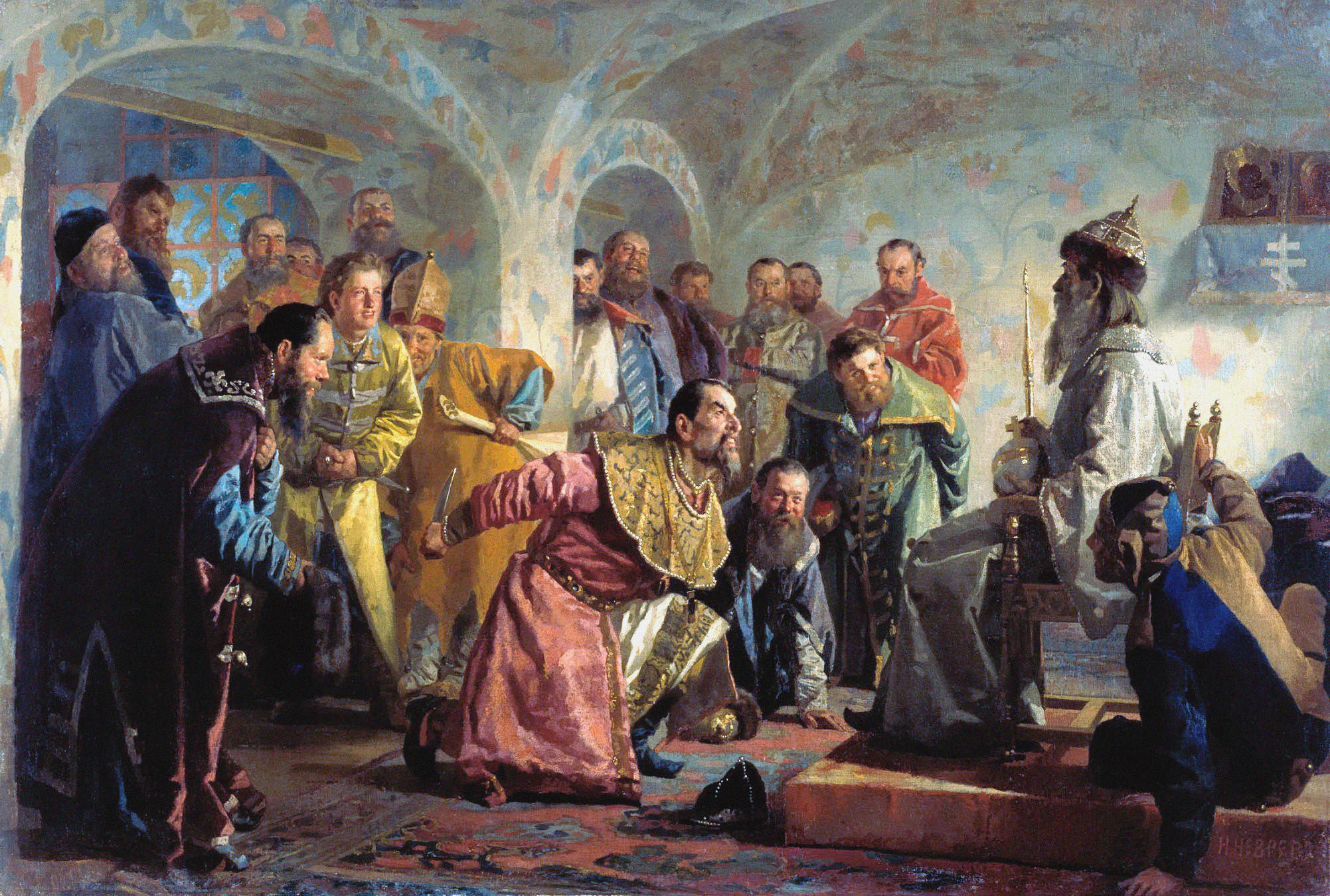
Картина Н. В. Неврева «Опричники», на которой изображен момент перед казнью Фёдорова-Челяднина, посаженного на трон

В феврале 1536 года был четвёртым воеводой в Муроме «за городом». В 1537 году — второй воевода передового полка во Владимире.
В декабре 1539 года воевода Сторожевого полка во Владимире, для защиты против Казанского хана Сафа Гирея, который подступал к Мурому.
В июле 1540 года — воевода в Боровске, откуда отправлен на Угру командовать полком правой руки. Там он местничал с князем Иваном Семёновичем Ногтевым, направленным на Угру из Калуги. По этому делу был приговор великого князя с боярами оставить И. С. Ногтева в Калуге.
В 1541 году был вторым воеводой в Калуге, отражал Крымский набег на Русь хана Девлет-Гирея. В июле этого же года сопровождал Государя в его походе к Коломне.
В марте 1542 года во время приёма литовских послов назван среди князей и детей боярских, которые в думе не живут, но при послах в избе были, записан по Юрьеву.
В июле 1546 года после казней И.И. Кубенского и Воронцовых — Иван Петрович попал в опалу вместе с И.М. Воронцовым и был сослан на Белоозеро, но в 1547 году возвращён на службу в Москву. Первое упоминание о том, что Иван Петрович был конюшим и бояриным (руководителем Конюшенного приказа и Боярской думы), в летописи относится к июлю 1546 года, а в разрядных книгах к декабрю 1547 года. Вероятно, что он занимал должность конюшего до своей смерти.
В 1547 году ходил с царём Иваном Грозным из Москвы в Коломну. В этом же году в июле пожалован в бояре, (либо боярин с мая-августа 1547 г.), в декабре находился со сторожевым полком во Владимире и был отпущен в Москву лечиться.
В сентябре 1549 года упоминается в чине свадьбы удельного старицкого князя Владимира Андреевича и Евдокии Нагой сидел в большом столе напротив боярынь.
В конце января 1550 году упоминается бояриным и конюшим в царской свите во время его похода из Нижнего Новгорода на Казань. В июле этого же года участвует в царском походе к Коломне. В эти же года в Дворовой книге упоминается бояриным.
В 1551 году в апреле воевода полка правой руки в походе на Казань, участвовал при строительстве Свияжска, где был в той же должности. В октябре этого же года встречал в Москве "за посадом" Дервиш-царя из Ногаев.
В августе 1553 года во время отсутствия царя в Москве, находился с боярами в столице при князе Юрии Васильевиче. В марте этого же года, во время болезни царя Ивана Грозного, присягнул на верность царевичу Дмитрию.
В апреле 1554 года наместник в Пскове.
В 1556 году — воевода в Свияжске.
В декабре 1558 года, мае и ноябре 1559 года, январе, июле и сентябре 1560 года боярин и наместник в Смоленске.
В 1561 году входил в опекунский совет при царевиче Иване Ивановиче.
В 1561-1562 годах воевода в Юрьеве.
Летом 1563 года во время царского похода на Коломну оставлен для обороны Москвы под началом Юрия Васильевича. В сентябре этого же года к нему прибыл на Казённый двор в Москве литовский посланник В. Мацкеев, а в ноябре упоминается в чине свадьбы Симеона Касаевича, где сидел среди бояр в большом столе против боярынь.   В декабре вёл переговоры о литовских пленных с литовскими послами Ю.А. Хоткевичем, Г. Воловичем, М. Гарабудой, а в январе следующего года присутствовал при их встрече с литовскими пленными.
В 1564 году при отступлении крымского хана Девлет Гирея из Рязанской земли через тульские земли был послан на берег Оки с приказом оттеснить крымцев на юго-запад. В марте этого же года поручился с другими боярами по князю И.В. Шереметьеву-Большому в его верности в 10 тысяч рублей, а в июле участвовал в суде царя Ивана Грозного по делу о земле Богоявленского монастыря в Дмитровском уезде.
В 1565-1568 годах упомянут бояриным на Земском дворе. В 1565 году в марте поручился крупной суммой денег в верности И.П. Яковлева, в сентябре назван первым боярином в Москве.
В 1566-1567 годах воевода в Полоцке. В июле 1566 года участвует в Земском соборе, принял решение о продолжении войны с Великим княжеством Литовским. В апреле этого же года поручился с другими боярами и детьми боярскими в 15 тысяч рублей в верности князя М.И. Воротынского.
В 1567 году отказался от предложения великого князя Литовского изменить царю, в ответном письме назвал себя «царского величества совета боярином и воеводой полоцким и наместником ярославским».
Казнён 11 сентября 1568 года по делу о заговоре в Земщине. Его имя записано в синодик опальных людей Ивана Грозного. Подверглись казни многие его дворовые люди, как в Москве, так и по различным поместьям и вотчинам.

### Казнь

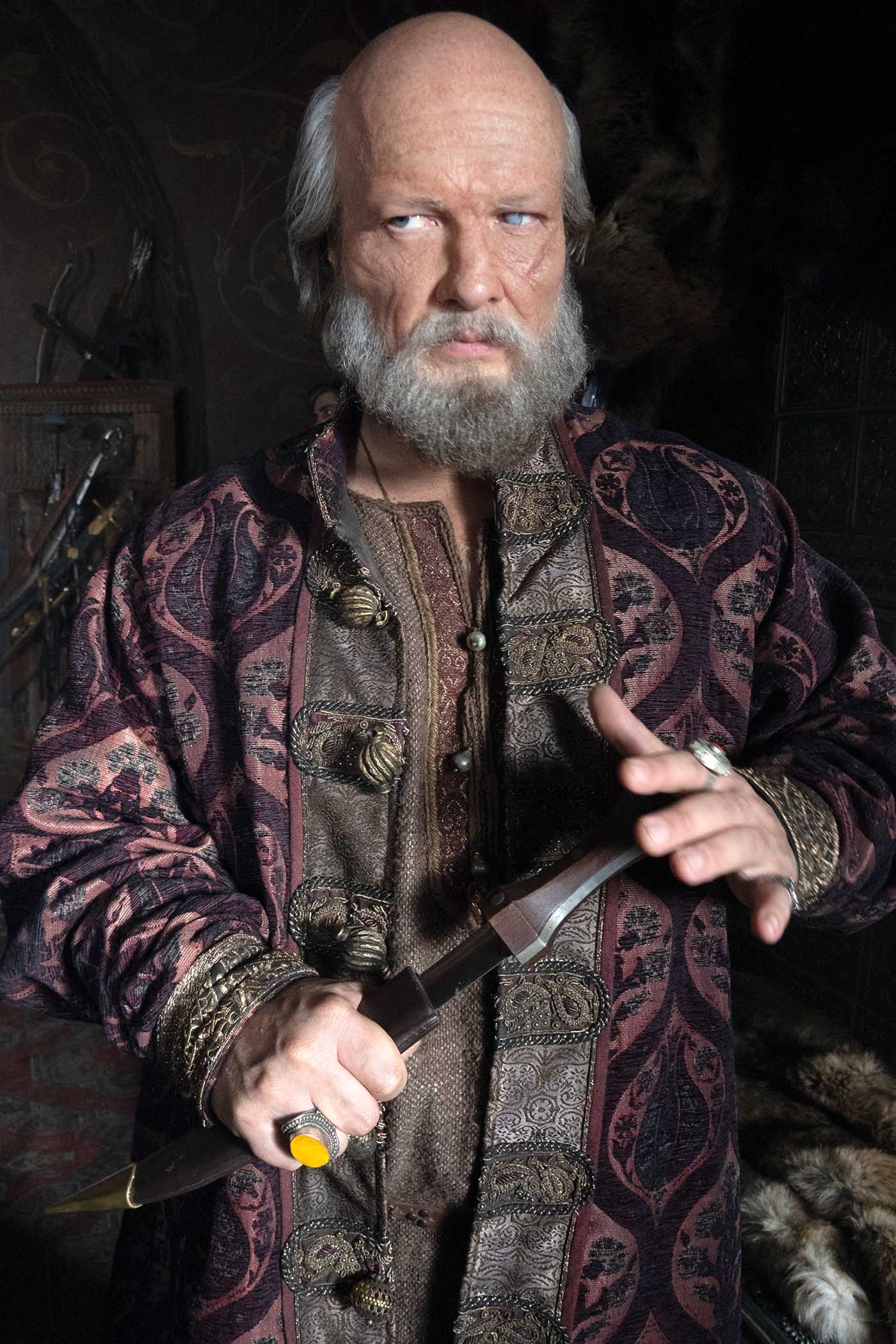
Иван Петрович Фёдоров-Челяднин в исполнении актёра Никиты Панфилова в сериале Грозный (2020)

Выбыл по списку бояр в 1565 году. 11 сентября 1568 года (по другим данным в 1567 году) казнён Иваном Грозным вместе с женой Марией, дочерью дворецкого и боярина Василия Андреевича Челяднина и Агриппины Фёдоровны, мамки малолетнего царя Ивана Грозного. Царю донесли, что престарелый боярин якобы намерен свергнуть его с трона и сам стать царём. Александр Гваньини сообщал, что Иван приказал надеть ему царские одежды, посадил на трон, поклонился, после чего ударил ножом в сердце, после этого остальные опричники набросились и искололи тело Фёдорова-Челяднина. По сообщениям иностранцев, присутствовавших на казни, после экзекуции, тело было вытащено на двор Кремля, затем его проволокли до свалки, на которой тело и оставили. Все вотчины были разорены, все близкие родственники и люди Ивана Петровича были перебиты, а род истреблён. Об этом убийстве Алексей К. Толстой написал в 1858 году стихотворение «Старицкий воевода».
Нет прямых доказательств, что Челяднин был в заговоре, а тем более являлся его главой. Ранее Иван Петрович пользовался огромным доверием царя и оставался на Москве, когда царь отлучался из столицы. Стоит отметить, когда во время царской болезни складывался заговор Старицких — удельного князя Владимира Андреевича и его матери, княгини Ефросиньи Андреевны, Челяднин первый, кто доложил Ивану Васильевичу о происходящем. Судя по всему, именно популярность среди населения разных слоёв вызвала подозрение у Грозного, что и стало причиной жестокой экзекуции. По сообщениям некоторых иностранцев, помимо убийства самого Ивана Петровича Челяднина, убийства его семьи и слуг, помимо разорения всех вотчин, был истреблен весь скот, даже кошки и собаки.

## В культуре
Роль Ивана Петровича Фёдорова-Челяднина в российском телесериале «Грозный» (2020) исполнил российский актёр Никита Панфилов.